# Tetyana Semykina
Tetyana Semykina (em ucraniano:  Тетяна Георгіївна Теклян-Семикіна, Kiev, 19 de outubro de 1973) é uma ex-canoísta de velocidade ucraniana na modalidade de canoagem.

## Carreira
Foi vencedora da medalha de bronze em K-4 500 m em Atenas 2004, junto com as suas colegas de equipa Inna Osypenko, Hanna Balabanova, Olena Cherevatova.